# Almenar de Soria
Almenar de Soria é um município da Espanha na província de Sória, comunidade autónoma de Castela e Leão, de área 105,99 km² com população de 338 habitantes (2006) e densidade populacional de 3,19 hab./km².

## Demografia
| Variação demográfica do município entre 1991 e 2004 | Variação demográfica do município entre 1991 e 2004 | Variação demográfica do município entre 1991 e 2004 | Variação demográfica do município entre 1991 e 2004 |
| --------------------------------------------------- | --------------------------------------------------- | --------------------------------------------------- | --------------------------------------------------- |
| 1991                                                | 1996                                                | 2001                                                | 2004                                                |
| 473                                                 | 423                                                 | 352                                                 | 342                                                 |